# Бельгия на зимних Олимпийских играх 1994
Бельгия принимала участие в Зимних Олимпийских играх 1994 года в Лиллехамере (Норвегия) в пятнадцатый раз за свою историю, но не завоевала ни одной медали. Сборную страны представляли 5 человек: двое мужчин и три женщины. Они соревновались в горнолыжныом спорте и шорт-треке.

## Состав сборной
Самой молодой участницей сборной была 19-летняя Софи Пинтенс, самым старшим участником — 27-летний Герт Бланшар.
Знамя Бельгии на церемонии открытия Игр несла Беа Пинтенс, для неё это была уже третья Олимпиада, включая Калгари-1988, где шорт-трек был демонстрационным видом.
| Вид спорта        | Мужчины | Женщины | Всего |
| ----------------- | ------- | ------- | ----- |
| Горнолыжный спорт | 0       | 1       | 1     |
| Шорт-трек         | 2       | 2       | 4     |
| Всего             | 2       | 3       | 5     |

## Результаты

### Горнолыжный спорт

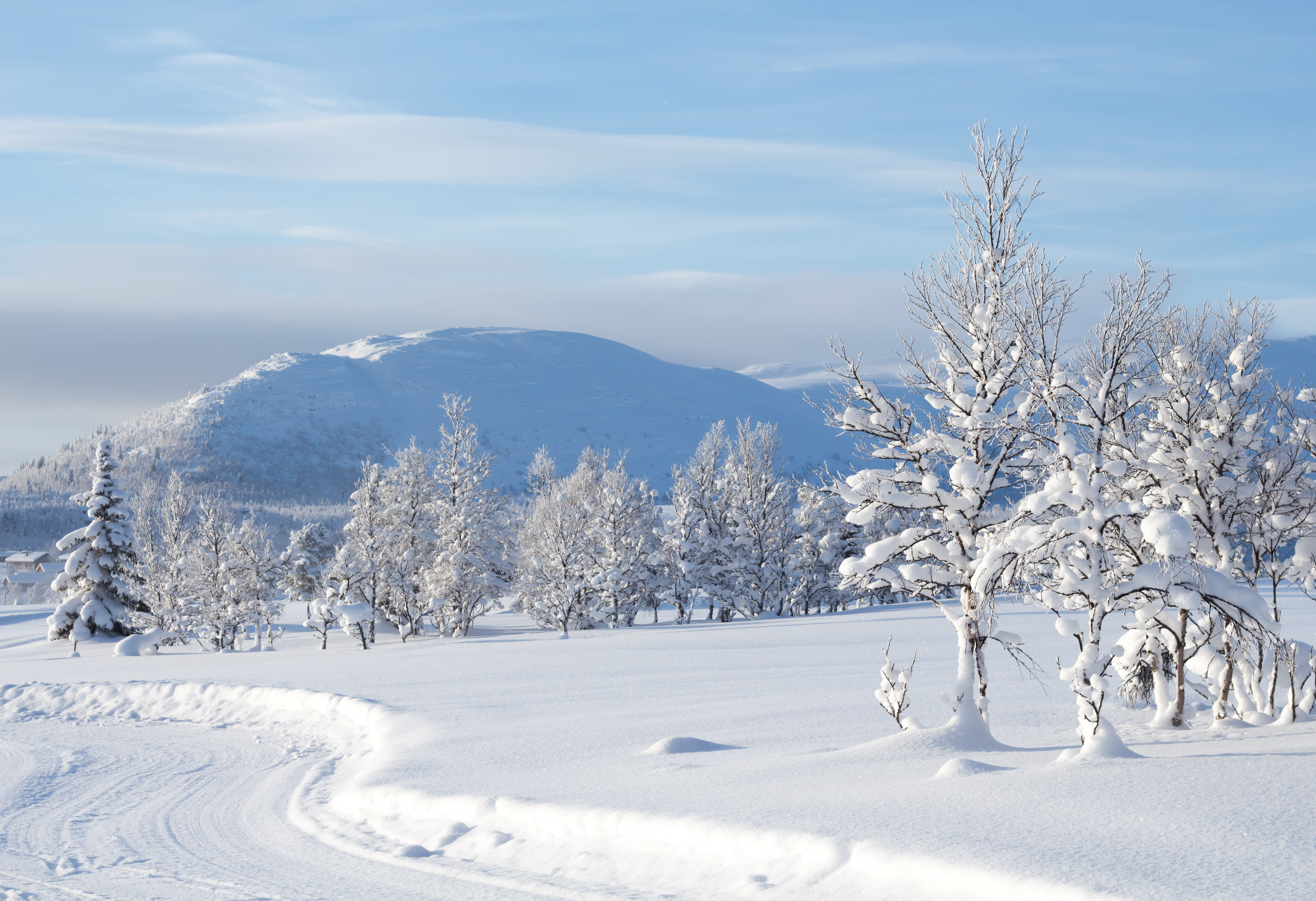
Зима в Рингебу.

Соревнования прошли с 13 по 27 февраля. Скоростные дисциплины (скоростной спуск и супергигант) были проведены в Квитфьелле — горнолыжном курорте в Рингебу, расположенном в 50 км к северу от Лиллехаммера. Технические дисциплины (слалом и гигантский слалом) были проведены в Хафьелле — горнолыжном курорте в Эйере, расположенном между Рингебу и Лиллехаммером, в 18 км к северу от последнего. Женский скоростной спуск изначально также планировалось провести в Хафьелле, однако спортсменки посчитали, что трасса слишком простая и плоская, и по их просьбе соревнования были перенесены в Квитфьелль.
Комбинация была проведена в несколько другом формате, чем ранее на Олимпийских играх. Итоговый результат складывался из суммы времён, показанных в скоростном спуске и 2 попытках в слаломе, тогда как раньше результаты в слаломе и скоростном спуске пересчитывались по специальной очковой системе. Новый формат стал более выгоден для слаломистов.
Женщины
| Спортсменка     | Соревнование     | Финал   | Финал   | Финал   | Финал           | Финал |
| Спортсменка     | Соревнование     | 1 заезд | 2 заезд | 3 заезд | Итог            | Место |
| --------------- | ---------------- | ------- | ------- | ------- | --------------- | ----- |
| Вероник Дюгайли | Скоростной спуск |         |         |         | не финишировала |       |
| Вероник Дюгайли | Комбинация       | 1:37.22 | 1:02.97 | 57.90   | 3:38.09         | 23    |

### Шорт-трек

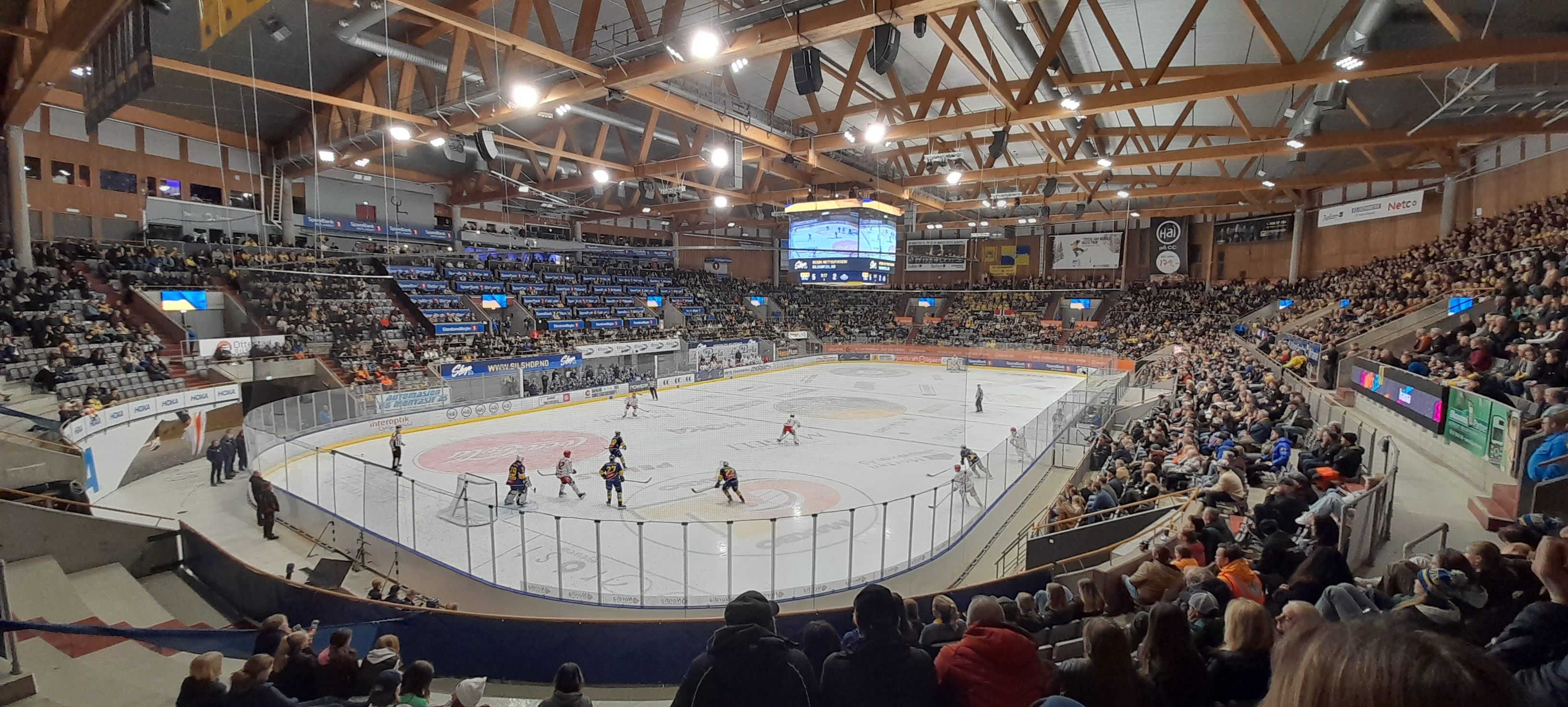
Крытый ледовый стадион CC Amfi или «Нордлюсхаллен», носивший в 1994 году название «Олимпийский амфитеатр», вмещает 7500 зрителей.

Соревнования прошли с 22 по 26 февраля в «Нордлюсхаллене» — Олимпийском амфитеатре в Хамаре.
Мужчины
| Спортсмен     | Дистанция   | Отборочный | Отборочный | Четвертьфинал | Четвертьфинал | Полуфинал     | Полуфинал     | Финал         | Финал |
| Спортсмен     | Дистанция   | Время      | Место      | Время         | Место         | Время         | Место         | Время         | Место |
| ------------- | ----------- | ---------- | ---------- | ------------- | ------------- | ------------- | ------------- | ------------- | ----- |
| Герт Бланшар  | 1000 метров | DQ         |            | Ranking Round | Ranking Round | Ranking Round | Ranking Round | Ranking Round | 31    |
| Стефан Хюйген | 500 метров  | 45.04      | 4          | Ranking Round | Ranking Round | Ranking Round | Ranking Round | Ranking Round | 26    |

Женщины
| Спорсменка   | Дистанция   | Отборочный | Отборочный | Место в итоговом протоколе |
| Спорсменка   | Дистанция   | Время      | Место      |                            |
| ------------ | ----------- | ---------- | ---------- | -------------------------- |
| Беа Пинтенс  | 500 метров  | 49.59      | 4          | 27                         |
| Беа Пинтенс  | 1000 метров | 1:43.16    | 3          | 19                         |
| Софи Пинтенс | 500 метров  | DQ         |            | 30                         |
| Софи Пинтенс | 1000 метров | 1:41.12    | 3          | 17                         |